# Cheikh Diouf
Pour les articles homonymes, voir Diouf.
Cheikh Diouf, né le 5 juin 1949 à Fatick, est un artiste plasticien sénégalais.

## Sélection d'œuvres
- Personnages, 2002-2005 (fer, argile, filasse et colle)